# カデの発煙液体

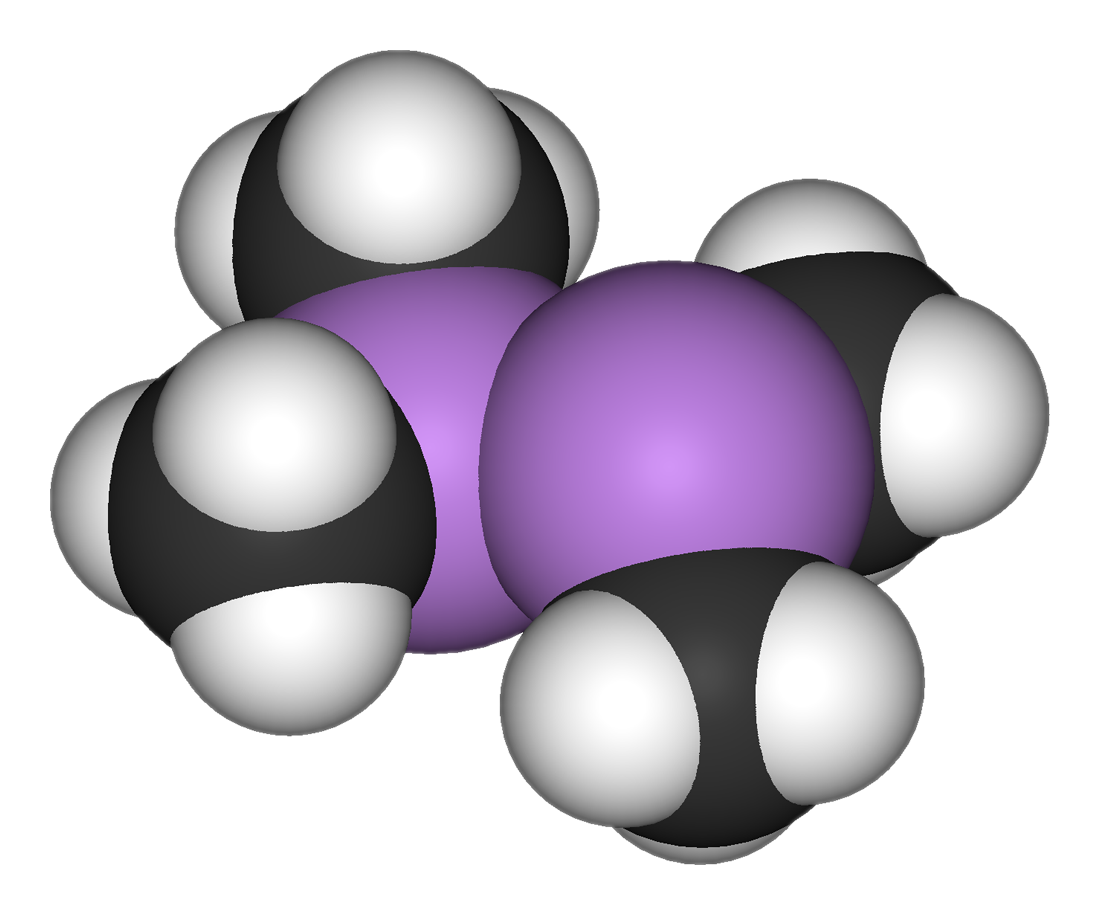
カコジル

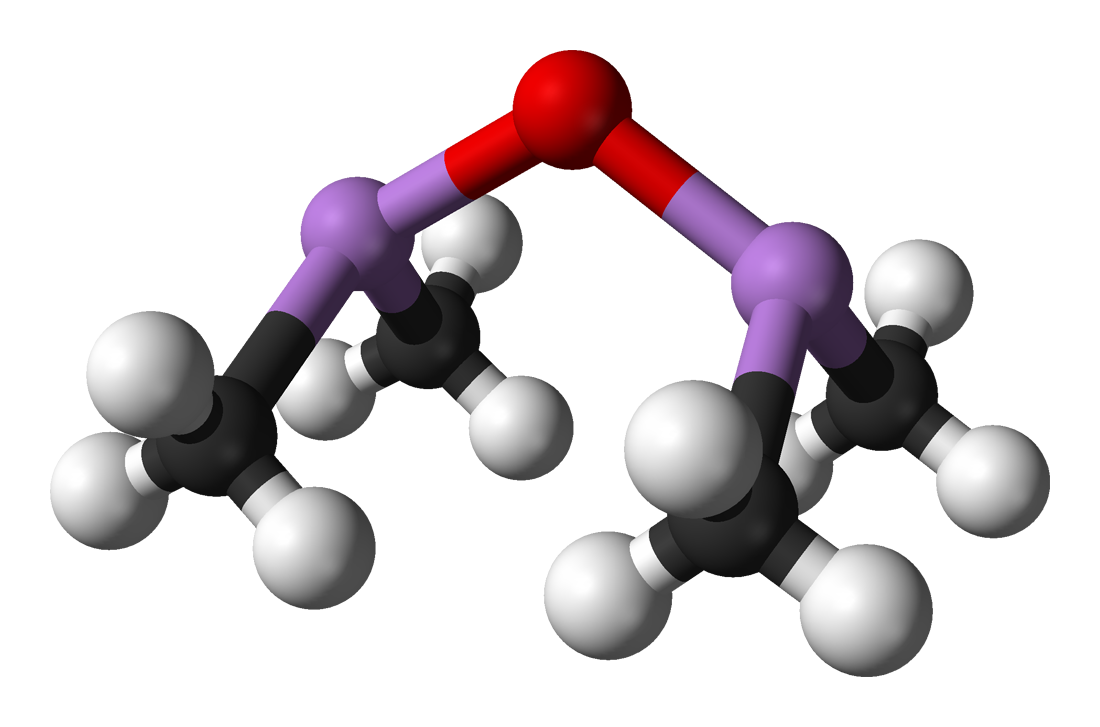
酸化カコジル

カデの発煙液体(Cadet's fuming liquid)は、初めて合成された有機金属化合物である。1760年にフランスの化学者ルイ・クロード・カデ・ド・ガシクールが酢酸カリウムと三酸化二ヒ素を反応させることで赤色の液体を合成した。
4 KCH3COO + As2O3 → As2(CH3)4 + 2 K2CO3 + 2 CO2 + 1/2 O2
この液体は名前の通り、空気に触れると白い煙を発し、二酸化炭素、水、三酸化二ヒ素に分解する。ニンニク様の不快な臭気を有し、ガスを吸引すると吐き気を引き起こす。
この液体は主にカコジルと酸化カコジルの混合物であった。これらは合成された最初の有機金属化合物であり、そのためカデは有機金属化学の父と見なされている。